# (480802) 2016 PV59
(480802) 2016 PV59 es un asteroide perteneciente al cinturón de asteroides, descubierto el 19 de mayo de 2010 por Wide-field Infrared Survey Explorer desde el telescopio espacial Wide-Field Infrared Survey Explorer (WISE), Estados Unidos.

## Designación y nombre
Designado provisionalmente como 2016 PV59.

## Características orbitales
2016 PV59 está situado a una distancia media del Sol de 2,800 ua, pudiendo alejarse hasta 3,297 ua y acercarse hasta 2,304 ua. Su excentricidad es 0,177 y la inclinación orbital 8,815 grados. Emplea 1712,24 días en completar una órbita alrededor del Sol.

## Características físicas
La magnitud absoluta de 2016 PV59 es 16,9.